# Lakatos Ferenc (labdarúgó)
Lakatos Ferenc (Győr, 1965. augusztus 31. –) válogatott labdarúgó, csatár.

## Pályafutása

### A válogatottban
1990-ben egy alkalommal szerepelt a válogatottban. Háromszoros olimpiai válogatott (1987–88, 1 gól).

## Sikerei, díjai
- Magyar bajnokság
  - 2.: 1989–90
  - 3.: 1988–89

## Statisztika

### Mérkőzése a válogatottban
| Magyarország | Magyarország      | Magyarország                | Magyarország | Magyarország | Magyarország     | Magyarország | Magyarország | Magyarország |
| #            | Dátum             | Helyszín                    | Hazai        | Eredmény     | Vendég           | Kiírás       | Gólok        | Esemény      |
| ------------ | ----------------- | --------------------------- | ------------ | ------------ | ---------------- | ------------ | ------------ | ------------ |
| 1.           | 1990. március 20. | Budapest, Üllői úti Stadion | Magyarország | 2 – 0        | Egyesült Államok | barátságos   | -            | 69'          |
|              | Összesen          |                             |              | 1            | mérkőzés         |              | 0            | gól          |